# Споднє Лазе
Споднє Лазе (словен. Spodnje Laze) — поселення в общині Горє, Горенський регіон, Словенія. Висота над рівнем моря: 685,7 м.